# Kōji Maeda
Kōji Maeda (jap. 前田 浩二, Maeda Kōji; * 3. Februar 1969 in der Präfektur Kagoshima) ist ein ehemaliger japanischer Fußballspieler und -trainer.

## Karriere
Maeda erlernte das Fußballspielen in der Schulmannschaft der Kagoshima Jitsugyo High School und der Hochschulmannschaft des National Institute of Fitness and Sports in Kanoya. Seinen ersten Vertrag unterschrieb er 1991 bei Matsushita Electric. Der Verein spielte in der höchsten Liga des Landes, der Japan Soccer League. Mit Gründung der Profiliga J.League 1992 und der damit verbundenen Neuorganisation des japanischen Fußballs wurde Matsushita Electric zu Gamba Osaka. 1993 wechselte er zum Zweitligisten PJM Futures (heute: Sagan Tosu). Für den Verein absolvierte er 42 Spiele. 1995 wechselte er zum Ligakonkurrenten Fukuoka Blux (heute: Avispa Fukuoka). 1995 wurde er mit dem Verein Meister der Japan Football League. 1996 wechselte er zum Erstligisten Yokohama Flügels. 1997 erreichte er das Finale des Kaiserpokal. 1998 gewann er mit dem Verein den Kaiserpokal. Für den Verein absolvierte er 65 Erstligaspiele. 1999 wechselte er zum Ligakonkurrenten Júbilo Iwata. Mit dem Verein wurde er 1999 japanischer Meister. 2000 wechselte er zum Ligakonkurrenten FC Tokyo. Im April 2000 wechselte er zum Ligakonkurrenten Avispa Fukuoka. Für den Verein absolvierte er 42 Erstligaspiele. 2002 wechselte er zum Ligakonkurrenten Vissel Kobe. Im August 2002 wechselte er zum Zweitligisten Sagan Tosu. 2003 wechselte er zu Volca Kagoshima. Ende 2004 beendete er seine Karriere als Fußballspieler.

## Erfolge
Yokohama Flügels
- Kaiserpokal

Sieger: 1998
Finalist: 1997
Júbilo Iwata
- J1 League

Meister: 1999